# Cádizviken
Cádizviken (spanska: Bahía de Cádiz) är en vik inom Cádizbukten på Iberiska halvön. Den ligger i provinsen Provincia de Cádiz och regionen Andalusien i sydvästra Spanien. Arean är 111 kvadratkilometer.
Viken ger naturligt bra förutsättningar för en hamn, vilket utnyttjades av fenicierna redan för tre tusen år sedan då de grundade hamnstaden Cádiz.